# Алибертия
Алибертия (лат. Alibertia) — род растений семейства Мареновые (Rubiaceae), включающий в себя виды деревьев и кустарников, распространённых в Центральной и Южной Америке.

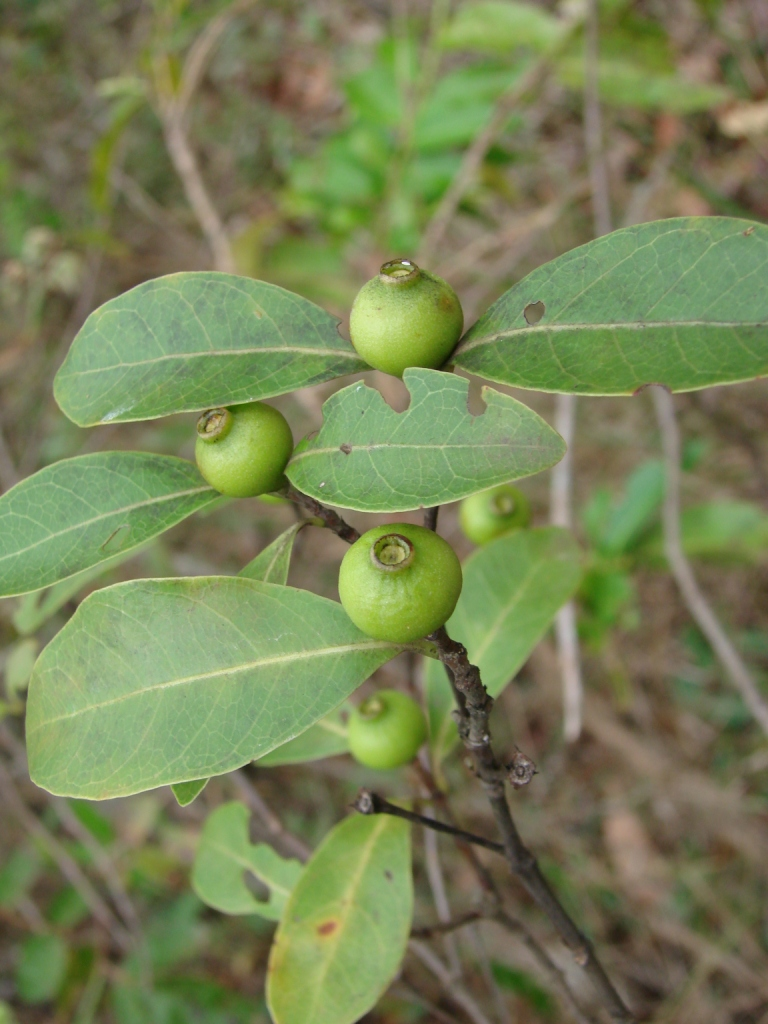
Плоды

Род назван в честь французского врача Жана-Луи Алибера.

## Виды
По информации базы данных The Plant List (2013), род включает 26 видов
. Некоторые из них:
- Alibertia atlantica (Dwyer) Delprete & C.H.Perss.
- Alibertia bertierifolia K.Schum.
- Alibertia claviflora K.Schum.
- Alibertia curviflora K.Schum.
- Alibertia duckei Standl.
- Alibertia dwyeri Standl.
- Alibertia edulis (Rich.) A.Rich. ex DC. — Алибертия съедобная
- Alibertia garapatica K.Schum.
- Alibertia hispida Ducke
- Alibertia iquitensis Ducke
- Alibertia itayensis Standl.
- Alibertia latifolia (Benth.) K.Schum.
- Alibertia longiflora K.Schum.
- Alibertia macrantha Standl.
- Alibertia obidensis Huber
- Alibertia obtusa K.Schum.
- Alibertia oligantha K.Schum.
- Alibertia patinoi (Cuatrec.) Delprete
- Alibertia pedicellata Wernham
- Alibertia pilosa K.Krause
- Alibertia rotunda (Cham.) K.Schum.
- Alibertia sorbilis Huber ex Ducke
- Alibertia stipularis (Ducke) W.Schultze-Motel
- Alibertia utleyorum (Dwyer) C.M.Taylor
- Alibertia verticillata (Ducke) W.Schultze-Motel

Наиболее известный вид — Алибертия съедобная (лат. Alibertia edulis), произрастающий в амазонских лесах Бразилии. Это — маленькое прямое дерево с блестящими зелёными листьями. Её плоды внешне напоминают Гранат, но внутри содержат чёрную желеобразную мякоть. Они съедобны в свежем виде и используются для изготовления желе и конфет.